# Голова (фільм, 2003)
«Голова» — фільм режисера Світлани Баскової, знятий в 2003 році.

## Сюжет
Головний герой (Сергій Пахомов) — новий росіянин, який з усіх питань радиться із мудрою головою (Олександр Маслаєв). Голова схожа на джина, який виконує всі бажання свого володаря, плюється грошима, попередньо зробивши мінет своєму «хазяїну». Слідуючи вказівкам голови, новий російський укладає вигідні угоди, викриває інтриги і т. д. Відомо, що він займається криміналом і допомагає йому в цьому спільник Залізний. Ця людина працює на залізницях провідником, виконувач всі вказівки нового російського (та навіть вбивства).
Протягом усього фільму герой (Пахомов) намагається знайти себе, неодмінно радячись з головою, яка змушена давати поради. Пізніше глядач дізнається, що голова терпіти не може свого повелителя. Фільм закінчується сценою, де новий російський позбавляється від голови, вбиваючи її палицею, а сам, за її порадою, йде в монастир.

## В ролях
- Олександр Маслаєв — Голова
- Сергій Пахомов — новий росіянин
- Олександр Міронов — Залізний
- Денис Геймур — Білий
- Рустам Мосафір — Араз (Рустам)
- Леонід Машинський — продавець смерті
- Георгій Острєцов — офіціант в ресторані
- Данило Константінов — неназваний третій спільник
- Дмитро Піменов — письменник (голос)
- Анатолій Осмоловський — глядач
- Ірина Горлова — глядач
- Ігор Чубаров — глядач

## Призи
- Фестиваль «Бешкетник» (рос. Дебошир), Санкт-Петербург, головний приз, 2004.
- ХІІІ Відкритий фестиваль кіно країн СНД і Балтії «Кіношок»: приз молодіжного журі конкурсу «Кіно без кіноплівки», 2004 рік[1].
- Спецпрограма Міжнародного Роттердамського фестивалю незалежного кіно, за кращий фільм, 2004.